# Henrique Bakkenist

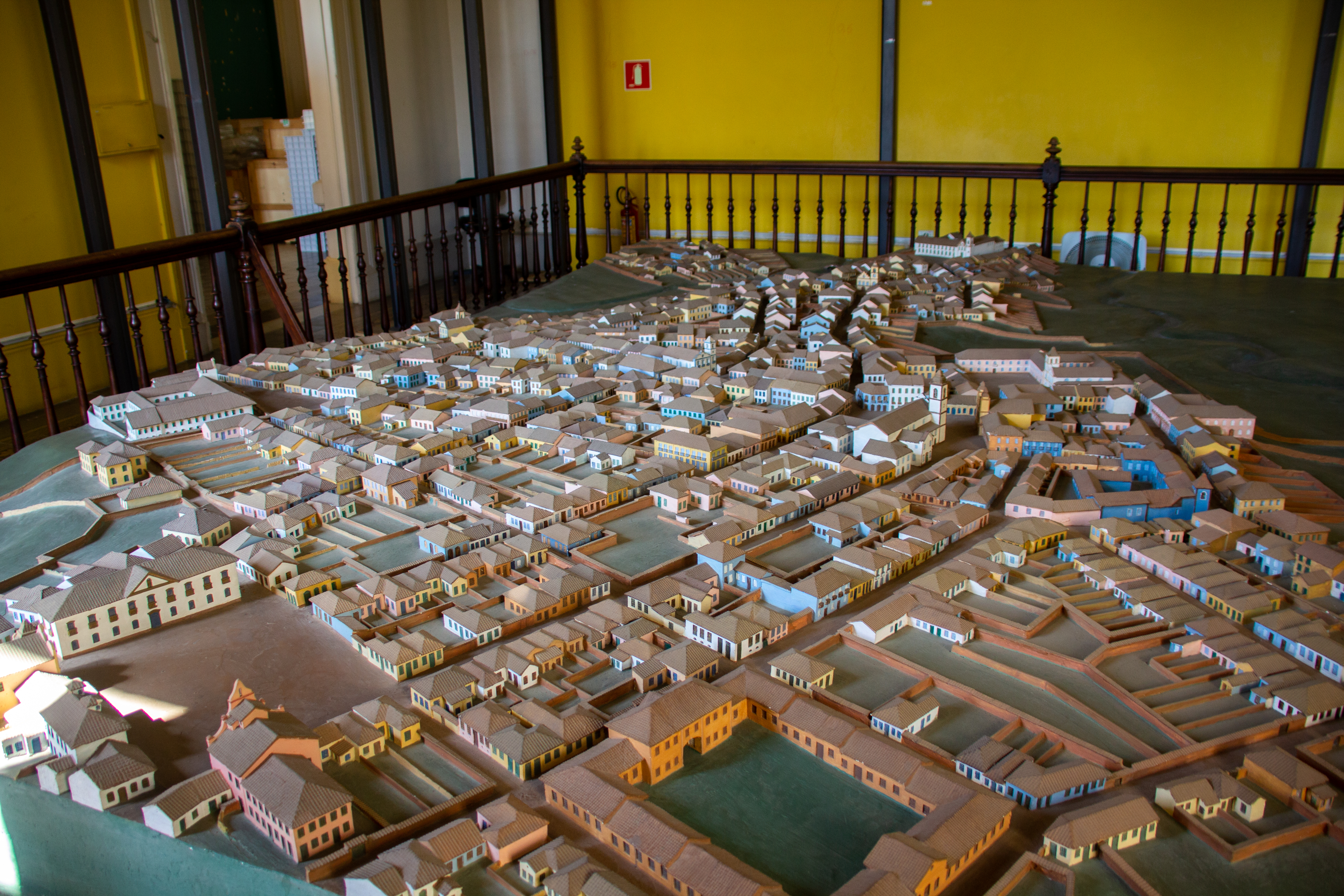
São Paulo em 1841, no Museu Paulista

Henrique Bakkenist ou Hendrik Bakkenist (1887 - Amsterdã, 1940) foi um artista e modelador holandês. Mudou-se para São Paulo em 1914 e, a partir de uma encomenda de Afonso d'Escragnolle Taunay, realizou no início dos anos 1920 a maquete São Paulo em 1841, considerada uma das principais atrações do Museu Paulista.

## Vida
Escultor por profissão Bakkenist mudou-se para São Paulo em 1914, Mais tarde retornou a Holanda vindo a falecer em Amsterdã. Foi casado com Maria Cristina Oostbaan, nascida em Ilpendam, na Holanda do Norte, filha de Jan Oostbaan.

## Maquete de São Paulo
A Maquete foi encomendada por Taunay na época diretor do Museu Paulista, em 1920. Como preparação para a construção desta maquete de 5,1 por 6 metros  Taunay reuniu várias plantas da capital paulistanada da primeira metade do século XIX, principalmente as cartas cadastrais que o engenheiro Carlos Abrão Bresser confeccionou em 1841 e 1842, com a indicação dos lotes e construções. A partir destas e com a comparação com as plantas dadas à época pela Câmara Municipal foi feita uma planta em grande escala reproduzida sobre o terreno da maquete conservando a escala do relevo do terreno. De posse deste material Bakkenist dedicou três anos em sua confecção.

## Placa do Cinquentenário da Convenção de Itú
Outra obra encomendada por Taunay foi uma placa de bronze fundida pelo artesão Roque de Mingo, reproduzindo o modelo entalhado em madeira por  Bakkenist para a inauguração do Museu Republicano da Convenção de Itú  em 18 de abril de 1923.